# 密叶棘豆
密叶棘豆（学名：Oxytropis densiflora）为豆科棘豆属下的一个种。